# پرشیچنی
پرشیچنی (به لاتین: Peresheyechny) یک منطقهٔ مسکونی در روسیه است که در سرزمین آلتای واقع شده‌است.